# Bikonta
De Bikonta vormen een supergroep van de Eukaryota. Deze is voorgesteld door de Engelse bioloog Thomas Cavalier-Smith, die de eukaryoten verdeelde in Bikonta en Unikonta. Bikonta bevatten een simpelere celkern dan de Unikonta en hebben twee flagella in plaats van een. De onderverdeling van eukaryoten in Bikonta en Unikonta is niet algemeen aanvaard.

## Cladistiek
Behalve twee flagella hebben alle Bikonta gemeen dat ze een fusiegen bezitten dat een enzym codeert dat de aanmaak van zowel thymidylaatsynthase (TS) als dihydrofolaatreductase (DHFR) regelt. In Unikonta worden de twee stoffen door apart gecodeerde enzymen aangemaakt.
Een hypothese is dat alle Opisthokonta (dieren, schimmels en verwante groepen) en Amoebozoa afstammen van de Unikonta, terwijl de Archaeplastida (planten en verwante groepen), Excavata, Rhizaria en Chromalveolata afstammen van de Bikonta (eukaryotisch organismen met twee flagellen) en misschien ook Apusozoa die meestal als incertae sedis worden beschouwd.
De onderlinge verwantschappen tussen Bikonta zijn onduidelijk. Cavalier-Smith brengt de Excavata en Rhizaria in de clade Cabozoa en de Archaeplastida en Chromalveolata in de clade Corticata onder, maar volgens andere opvattingen vormen de Rhizaria en Chromalveolata samen een clade.
Onderstaand cladogram toont de positie van de clade (eventueel supergroep) van de Bikonta, van de zustergroepen van de afstammende supergroepen, zoals samengevat door Holt & Iudica.
| Fylogenetische stamboom van het leven Domeinen, supergroepen en rijken |
| --- |
| - Domein Eubacteria (Ehrenberg 1828) - - Domein Archaea (Woese et al. 1990) - Domein Eukaryota - Supergroep Unikonta (Cavalier-Smith 2002) - - Rijk Animalia (Linnaeus 1758) - Rijk Fungi (Linnaeus 1753) - Rijk Amoebozoae (Lühe 1913, em. Corliss 1984) - Supergroep Excavata (Cavalier-Smith 2002) - Bikonta (Cavalier-Smith 2002) - Supergroep Chromalveolata (Adl et al. 2005) - Rijk Hacrobiae (Cavalier-Smith 2010) - Harosa (Cavalier-Smith 2010) (SAR, RAS) - Rijk Rhizariae (Cavalier-Smith 1993) (Rhizaria) - - Rijk Alveolatae (Cavalier-Smith 1991) - Rijk Heterokontae (Cavalier-Smith 1986) (Stramenopiles) - Supergroep Archaeplastida (Adl et al. 2005) - Rijk Viridiplantae (Cavalier-Smith 1981) - Rijk Rhodoplantae (Saunders & Hommersand 2004) |